# Toyota Dyna
Toyota Dyna — грузовик средней грузоподъемности. На японском рынке Dyna продается вместе со своим близнецом Toyoace. Toyoace была переименована в Toyopet SKB Truck в результате публичного конкурса в 1956 году, когда было подано 200 000 заявок. Dyna оказалось более динамичным и лаконичным именем. Первоначально он был доступен только в Японии через дилерскую сеть Toyota Diesel Store, а затем в магазине Toyota, в то время как Toyoace можно было приобрести в магазине Toyopet. Также продается как Daihatsu Delta и Hino Dutro.
В Японии традиционными конкурентами грузовика являлись Isuzu Elf, Mitsubishi Fuso Canter и Nissan Atlas.
Central Motors производила Dyna Route Van с апреля 1957 года по июнь 1967 года.

## Предыстория (1956—1959)

### RK52
Toyopet Route Truck RK52 стал платформой для автомобилей. Была создана новая японская дилерская сеть Toyota, через которую должны были продаваться автомобили Toyopet Toyoace линейки SKB, и названная Toyopet Store, который также представила версию седана на этой платформе под названием Toyopet Master.

### RK60 — RK80
Второе поколение Toyopet Route Truck было разработано конторой Kanto Auto Works. Рама автомобиля стала общей с пикапами Toyopet Master RK23 и Toyota Stout.

## K70 — K160
Toyopet Route Truck (1959—1963) был переименован в Toyota Dyna в апреле 1959 года. Несмотря на одинаковую платформу с Toyoace, внешний вид автомобиля больше похож на Daihatsu Delta. K20 Series Toyoace выпускался до появления поколения Y10 Series. На экспорт автомобиль продавался как Toyota PK25 Truck.

## K170
Изначальная Dyna была заменена новой моделью серии K170 (1963—1968) в сентябре 1963 года, получив более компактный кузов и четыре фары. Dyna RK170 также стала базой для RK170B Toyota Light Bus, и выпускалась на шасси Stout. На автомобиль устанавливался двигатель 3R-B от Stout объёмом 1,9 литров и мощностью 80 л. с. (59 кВт). В 1960 году появилась дизельная версия Isuzu Elf, которая оказалась достаточно успешной, обогнав по продажам Dyna. Даже новая модель не восстановила ее положение, пока в марте 1964 года на модели JK170 не появился дизельный двигатель Toyota J (2336 см³, OHV). Была также доступна версия с длинной колёсной базой и грузоподъёмностью в 2,5 тонны с четырьмя задними колёсами (RK175).

## U10
U10/RU1#/BU1#/JU10/HU15 и другие
Платформа была изменена на платформу Toyota U после слияния Hino Motors в 1966 году. Среди двигателей, доступных для этой серии (1968—1977) были 2,0-литровый бензиновый 5R мощностью 93 л. с. (68 кВт), и два дизельных, рядный четырёхцилиндровый B объёмом 3 литра, либо рядный шестицилиндровый H объёмом 3,6 литра. Мощность последнего составляла 95 л. с. (70 кВт), он устанавливался только на автомобили грузоподъёмностью в три тонны, и позволяет развивать скорость до 100 км/ч. 3-литровый дизельный двигатель имел мощность 85 л. с. (63 кВт). Автомобиль грузоподъёмностью в три тонны был представлен в августе 1969 года. Выпускались грузовики с короткой (серия 10) и длинной (серия 15) колесными базами, а также микроавтобусы. Оснащаемые 2-литровым 95-сильным двигателем 5R, автомобили продавались на многих экспортных рынках, таких как Австралия, а также, с двумя или четырьмя задними колесами.
Автобус Toyota Coaster получил это же шасси с кодом серии U10. Существовало также одно поколение более тяжелой Toyota Massy Dyna, который впервые была представлена в сентябре 1969 года.

### Daihatsu Delta
Обновлённая версия продавалась как первое поколение Daihatsu Delta 1500 или 2000, в зависимости от грузоподъёмности. Коды шасси соответственно SV17 для Delta 1500 с двигателем 12R, и для Delta 2000 с бензиновым 5R — DV23, с дизельным B — DV28. Delta 2000 также выпускалась с 2,5-литровым дизельным двигателем Daihatsu DG; этот автомобиль имел шасси DV26. По крайней мере, в Австралии, существовали версии с 85-сильными (63 кВт) рядными четырёхцилиндровыми бензиновыми моторами объёмом 1861 см³.

## U20/Y20
Автомобили грузоподъёмностью 2-3 тонны: U20, U30, U40 & U50 (1977—1984). U20 это четырёх-колёсный грузовик, U30 — стандартный грузовик с четырьмя колёсами сзади, более тяжелые U40 и U50 имели по четыре колеса сзади и широкую кабину.
Автомобили грузоподъёмностью 1-1,5 тонны: Y20 — 40 (1979—1985). Новая меньшая модель Toyoace на шасси Y20 выпускалась с 1979 года, в то время как Dyna по-прежнему строилась на платформе U. Это был четвертого поколения Toyoace в Японии. На некоторых экспортных рынках Toyoace продавался как Dyna.

### Rino Y30 & Y40
В 1984 году, Toyota начала выпуск Dyna Rino (1984—2002) в Индонезии. Четырёхколесная модель строилась на платформе Y30, версия с четырьмя колёсами сзади получила код Y40. Ранние модели отличаются круглыми фарами и 3,4-литровыми двигателями 3B и 13B. После фейсслифтинга модели появились прямоугольные фары, на модели BU стал устанавливаться 3,7-литровый двигатель 14B. Dyna Rino на индонезийском рынке оставался в производстве до 2002 года.

### Daihatsu Delta
Эта модель также продавалась как Daihatsu Delta грузоподъёмностью от 1,5 до 2,5 тонн. На неё устанавливались дизельные двигатели объёмом 2 и 2,5 литра.

## U60/Y50
В Австралии был доступен с четырёх-дверной кабиной. Автомобили грузоподъёмностью 1-1,5 тонны: Y50 и Y60 (1985—1995).
Автомобили грузоподъёмностью 2-3,5 тонны: U60 — U90 (1984—1994). Первая серия BU (Dyna 200/300/400, 1984—1988) отличалась круглыми фарами. Модели 1989 года получили сдвоенные прямоугольные фары и цельное боковое стекло с новой внутренней обивкой дверей, а также другие незначительные изменения в интерьере. На все модели с широкой кабиной устанавливались три стеклоочистителя. 3,4-литровый двигатель 3B, 3,4-литровый 13B и 3,7-литровый 14B дизельный двигатель (последние два с непосредственным впрыском топлива) устанавливались на Dyna 200 и Dyna 300 совместно со стандартной пяти-ступенчатой коробкой передач.

## U100/Y100
Автомобили (1995—2002) грузоподъёмностью 1-1,5 тонны: Y100. Автомобили грузоподъёмностью 2-3,5 тонны: U100 — U200.

## U300 — U400 и Hino Dutro
Автомобили (с 2000 года) грузоподъёмностью 1—1,5 тонны: Y200. Автомобили грузоподъёмностью 2-3,5 тонны: U300 — U500. Новой моделью для этого поколения является Hino Dutro, поскольку Toyota владеет пакетом акций Hino. В дополнение к дизельному двигателю, в Японии стал доступен гибрид. Dyna, Toyoace и Dutro строятся на платформе U300 со стандартной и U400 с широкой кабиной. Несмотря на названия этих платформ, в продаже эти модели известны как Dyna 100, 150, 200, 250, 300 и 350, цифры указывают на грузоподъемность автомобилей. Dyna 100 в настоящее время доступен с 2,5-литровым D-4D common rail турбодизелем мощностью 89 л. с. Dyna 150 представляет собой версию шасси с двумя задними колесами и форсированным 102-сильным (76 кВт) двигателем, устанавливаемым также на Hilux и Hiace. Автомобили Dyna Route Van/Dutro Van, по-существу, являются стандартными фургонами Toyota Hiace на шасси Dyna/Dutro.
Эти автомобили имеют уровни выбросов, отвечающие строгим требованиям Euro IV, вступившим в силу в Европе в 2005 году, в Сингапуре в октябре 2006 года и в Японии в феврале 2007 года.

### U600 и U800
В 2011 году были представлены серии U600 и U800 на основе второго поколения Hino Dutro.